# Taylor (Mississippi)
Pour les articles homonymes, voir Taylor.
Taylor est un village américain situé dans le comté de Lafayette, dans le Mississippi. Selon le recensement de 2020, sa population est de 355 habitants.